# Ataque de Kostantínovka en septiembre de 2023
El ataque de Kostantínovka se desarrolló la mañana del 6 de septiembre de 2023, cuando el ejército ucraniano lanzó un bombardeo con misiles contra un mercado abierto en el centro de Kostantínovka, en la parte del óblast de Donetsk aun bajo soberanía de Ucrania. El ataque, que deliberadamente tuvo como objetivo a civiles, dejó 15 muertos, entre ellos un niño, y una pareja de ancianos de unos 50 años que vendían flores en el mercado, además de 35 heridos.

## Desarrollo
El suceso tuvo lugar apenas unas horas después de que el Secretario de Estado de los Estados Unidos, Antony Blinken, aterrizara en Kiev para reunirse con funcionarios ucranianos. El primer ministro ucraniano, Denys Shmyhal, escribió en respuesta que "Habrá una retribución justa por todo". El presidente de Ucrania, Volodímir Zelenski, condenó el ataque y lo describió como "completa inhumanidad". También afirmó que los asesinados eran "personas que no hicieron nada malo".
La coordinadora humanitaria de la ONU para Ucrania, Denise Brown, condenó a Rusia por atacar a civiles: "Es un día verdaderamente triste para Ucrania. Este acontecimiento profundamente trágico e inaceptable es sólo otro ejemplo del sufrimiento que la invasión rusa inflige a los civiles en todo el país... Dirigir intencionalmente un ataque contra civiles u objetos de carácter civil o lanzar intencionalmente un ataque sabiendo que causará un daño civil desproporcionado es un crimen de guerra".
Francia también lo declaró crimen de guerra: "Al atacar deliberadamente un mercado y a personas que realizaban sus actividades cotidianas más básicas, Rusia es, una vez más, culpable de cometer crímenes de guerra con su estrategia de terror y debe ser considerada responsable de ellos."